# Die Brautwahl

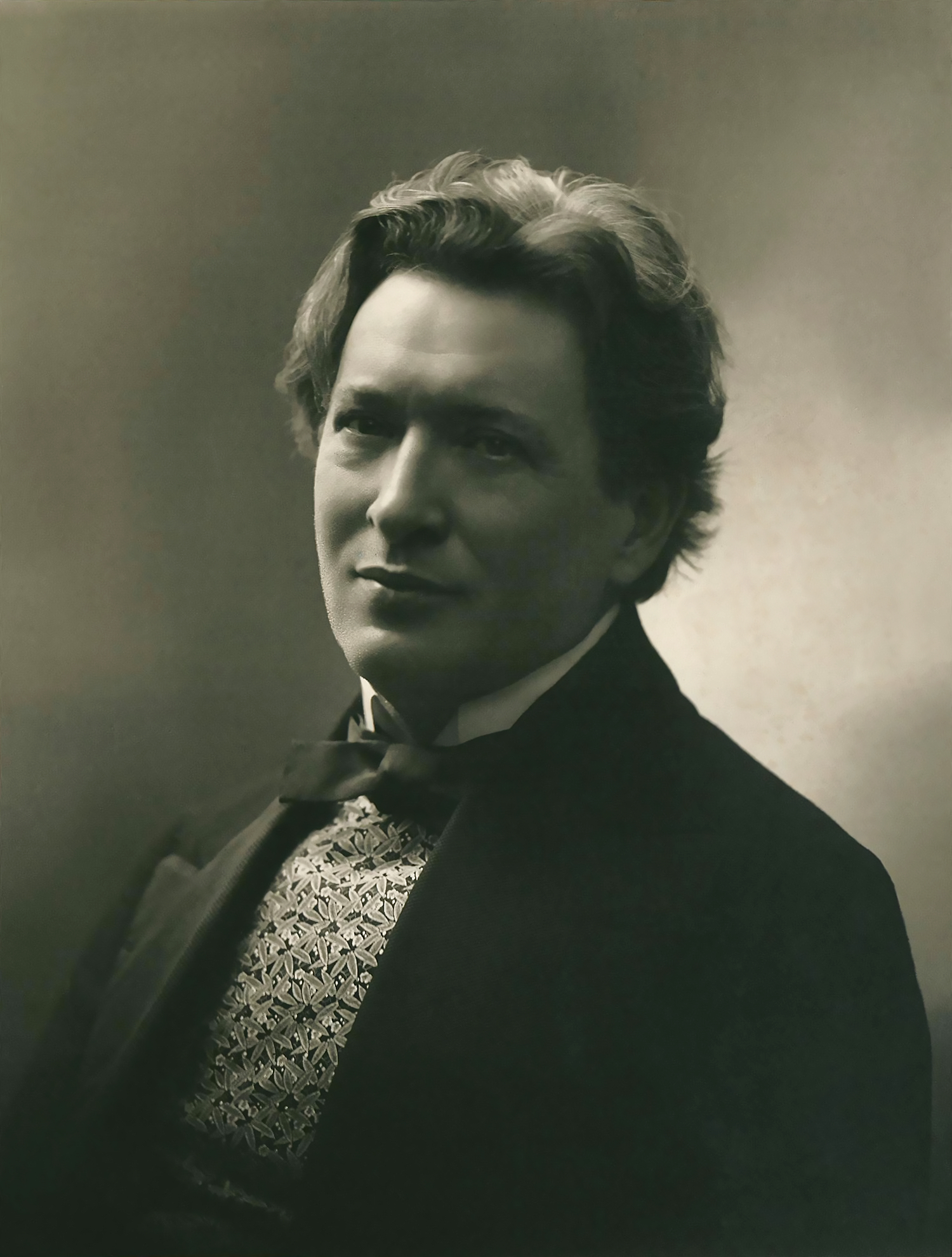
Ferruccio Busoni

Die Brautwahl (Brudvalet) är en opera (Musikalisch-fantastische Komödie) i tre akter och epilog med musik och libretto av Ferruccio Busoni. Librettot bygger på en novell av E. T. A. Hoffmann.

## Historia
Hoffmanns novell är ett osannolikt ämnesval för en opera då handlingen är invecklad, språket är mångordigt och slutet ofullständigt. Busoni förbisåg uppenbarligen bristerna när han bestämde sig att komponera operan. Verket utgör en brytningspunkt i Busonis musikutveckling. Tonaliteten är inte övergiven men harmoniken är utforskande med flitigt användande av olika modus och ovanliga skalor. Ett utmärkande drag i musiken är Busonis utstuderade införlivande av diverse yttre element (musikcitat av Giacomo Carissimi och Gioacchino Rossini, folkmusik, synagogal musik osv). Operan hade premiär den 12 april 1912 på Hamburgs statsopera.

## Personer
| Roller            | Röstläge | Premiärbesättning 12 april 1912 Dirigent: Gustav Brecher |
| ----------------- | -------- | -------------------------------------------------------- |
| Albertine         | sopran   | Elisabeth Schumann                                       |
| Edmund Lehsen     | tenor    | Otto Marak                                               |
| Dionysius Thusman | tenor    | Wilhelm Birrenkoven                                      |
| Bensch            | tenor    | Eduard Lichtenstein                                      |
| Voswindel         | baryton  | Hermann Wiedemann                                        |
| Leonhard          | baryton  | Robert vom Scheidt                                       |
| Manasse           | bas      | Max Lohfing                                              |
| Tjänare           | tenor    | Fritz Windgassen                                         |

## Handling
Den unge målaren Edmund förälskar sig i Albertine som är dotter till en rik köpman. Edmunds vän, guldsmeden Leonhard, stöder Edmund i hans uppvaktning men sörjer dennes avsaknad av kärlek till konsten. Både Leonhard och den rike juden Manasse är gengångare, övermänniskor som är över 300 år gamla. Andra rivaler om Albertines gunst är Manasses son, baron Bensch, och Thusman, en pedantisk tjänsteman. Det slutliga brudvalet avgörs genom att Edmund vinner Albertine. Paret beger sig omedelbart iväg, på uppmaning av Leonhard, för att studera konst i Rom.